# Émile Louis Fortuné Pessard
Émile Louis Fortuné Pessard (Paris, 29 de Maio de 1843 — Paris, 10 de Fevereiro de 1917) foi um compositor e professor de música francês.

## Biografia
Estudou no Conservatório de Paris, onde ganhou o 1.º prémio em Harmonia. Em 1866 ganhou o Grand Prix de Rome com a sua cantata Dalila, que foi apresentada na Opera de Paris a 23 de Fevereiro de 1867. Entre 1878 e 1880 foi inspector do ensino da música nas escolas de Paris.
A partir de 1881 foi professor de Harmonia no Conservatório de Paris. A partir de 1895 foi crítico de música. Compôs múltiplas óperas cómicas e operetas, bem como música litúrgica.

## Principais obras
- Dalila (cantata, 1866)
- La Cruche cassée (ópera cómica em 1 acto, libretto por Hyppolite Lucas e Émile Abraham, estreada a 21 de Fevereiro de 1870 no Théâtre de l'Opéra-Comique de Paris)
- Don Quichotte (ópera, estreada a 13 de Fevereiro de 1874, na Salle Erard de Paris)
- Le Char (opera, estreada a 18 de Janeiro de 1878, no Théâtre de l'Opéra-Comique de Paris)
- Le Capitaine Fracasse (ópera, com primeira apresentação a 2 de Julho de 1878 no Théâtre Lyrique em Paris)
- Tabarin (opera, premiered a 12 de Janeiro de 1885, no Théâtre de l'Opéra em Paris)
- Tartarin sur les Alpes (ópera cómica, com primeira apresentação a 17 de Novembro de 1888, no Théâtre de la Gaîté em Paris)
- Les Folies amoureuses (ópera cómica, com primeira apresentação a 15 de Abril de 1891 no Théâtre de l'Opéra-Comique em Paris)
- Une Nuit de Noël (ópera, com primeira apresentação em 1893 no Ambigu de Paris)
- Mam'zelle Carabin (ópera cómica, com primeira apresentação 3 de Novembro de 1893 no Bouffes-Parisiens, Salle Choiseul, em Paris)
- Le Muet (ópera em 1 acto, 1894)
- La Dame de trèfle (ópera cómica, com primeira apresentação a 13 de Maio de 1898 nos Bouffes-Parisiens, Salle Choiseul, em Paris)
- L'Armée des vierges (ópera cómica em 3 actos, com primeira apresentação a 15 de Outubro de 1902, nos Bouffes-Parisiens, Salle Choiseul, em Paris)
- L'Epave (ópera cómica em 1 acto, com primeira apresentação a 17 de Fevereiro de 1903, nos Bouffes-Parisiens, Salle Choiseul, em Paris)